# Gracillarioidea
Super-famille
Les Gracillarioidea sont une super-famille d'insectes appartenant à l'ordre des lépidoptères (papillons).

## Liste des familles
Selon ITIS :
- Bucculatricidae
- Douglasiidae
- Gracillariidae

Selon Van Nieukerken et al., 2011 :
- Bucculatricidae Fracker, 1915
- Gracillariidae Stainton, 1854
- Roeslerstammiidae Bruand, 1850

Selon BioLib (15 mars 2019) :
- Bucculatricidae Wallengren, 1881
- Douglasiidae
- Gracillariidae
- Roeslerstammiidae